# Antonio Barberini mlajši
Antonio kardinal Barberini mlajši, italijanski rimskokatoliški duhovnik, škof in kardinal, * 1607, Rim, † 3. avgust 1671, Nemi, Lacij.

## Življenjepis
30. avgusta 1627 je bil povzdignjen v kardinala in pectore.
7. februarja 1628 je bil ponovno povzdignjen za kardinal in imenovan za kardinal-diakona S. Maria in Aquiro; pozneje pa še za S. Agata de' Goti (24. november 1632) in za S. Maria in Via Lata (10. november 1642).
18. marca 1628 je bil imenovan za prefekta Papeške signature in decembra 1632 za prefekta Kongregacije za propagando vere. S slednjega položaja je odstopil leta 1645.
21. julija 1653 je bil imenovan za kardinal-duhovnika SS. Trinità al Monte Pincio, 11. oktobra 1655 za kardinal-škofa Frascatija (24. oktobra istega leta je prejel škofovsko posvečenje), 27. junija 1657 za nadškofa Reimsa in 21. novembra 1661 za kardinal-škofa Palestrine.